# Овчинников, Алексей Семёнович
Алексей Семёнович Овчинников (род. 4 марта 1950, Горный Балыклей, Сталинградская область) — российский учёный в области мелиорации, рекультивации и охраны земель, член-корреспондент РАСХН (2010), член-корреспондент Российской академии наук (2014), действительный член (академик) академии Российской академии наук (2019).

## Биография
Родился 4 марта 1950 г. в с. Горный Балыклей Дубовского района Волгоградской области.
Окончил Волгоградский СХИ (1973). Работал и работает там же (Волгоградская сельскохозяйственная академия, ныне ФГБОУ ВО «Волгоградский государственный аграрный университет»):
- ассистент кафедры сельскохозяйственного водоснабжения (1975—1981),
- старший преподаватель, доцентом кафедры технологии гидромелиоративных работ и комплексного использования водных ресурсов (1981—1987),
- доцент кафедры мелиоративного и водохозяйственного строительства (1987—1998),
- проректор по воспитательной работе (1992—1998),
- декан эколого-мелиоративного факультета (1998—2003),
- ректор, заведующий кафедрой сельскохозяйственного водоснабжения и гидравлики (2003—2020),
- с 2021 года зав. кафедрой «Прикладная геодезия, природообустройство и водопользование».

Доктор с.-х. наук (2000), профессор (2001), член-корреспондент РАСХН (2010), член-корреспондент РАН (2014).
Автор разработок по внутрипочвенному орошению сточными водами, агроэкологическим проблемам Волго-Ахтубинской поймы, утилизации осадков сточных вод.

## Награды и отличия
Заслуженный работник высшей школы Российской Федерации (2004). Награждён орденом Дружбы (2009). Почетный работник агропромышленного комплекса России (2018), Орден Почета (2019). Медаль «За заслуги перед Волгоградской областью» (2018). Благодарность Президента РФ (2018)

## Труды
Опубликовал более 500 научных работ. Получил свыше 70 авторских свидетельств и патентов на изобретения.
Публикации:
- Волновая техника в системах капельного орошения: моногр. / соавт.: С. Д. Стрекалов, А. И. Надворный; Волгогр. гос. с.-х. акад. — Волгоград, 2005. — 124 с.
- Экологические основы и эффективность возделывания сельскохозяйственных культур с применением нетрадиционных органических удобрений в условиях орошения: моногр. / Волгогр. гос. с.-х. акад. — Волгоград : Нива, 2009. — 235 с.
- Эффективное использование сточных вод и их осадка для орошения и удобрения сельскохозяйственных культур : моногр. / соавт.: А. В. Шуравилин и др. ; Волгогр. гос. с.-х. акад. — Волгоград : Нива, 2009. — 633 с.
- Современные перспективные водосберегающие способы полива в Нижнем Поволжье: моногр. / соавт.: М. С. Григоров и др.; Волгогр. гос. с.- х. акад. — Волгоград : Нива, 2010. — 243 с.
- Эволюция систем обработки почвы Нижнего Поволжья / соавт.: О. Н. Гурова, Ю. Н. Плескачев; Волгогр. гос. с.-х. акад. — Волгоград, 2011. — 224 с.
- Автоматизация водоподачи и учёт воды на внутрихозяйственной оросительной системе: моногр. / соавт.: А. А. Пахомов и др.; Волгогр. гос. аграр. ун-т. — Волгоград: Волгогр. ГАУ, 2012. — 186 с.
- Повышение эффективности управления региональной аграрной системой на юге России: моногр. / соавт.: Г. Ф. Коцубняк, О. В. Зволинская; Волгогр. гос. аграр. ун-т и др. — Волгоград, 2013. — 242 с.
- Экологическая безопасность России / соавт.: Г. К. Лобачева и др.; Волгогр. гос. аграр. ун-т и др. — Волгоград, 2014. — 428 с.
- Рекультивация техногенно-нарушенных земель и создание озеленительных территорий для оздоровления окружающей среды: в 2 ч.: моногр. / Волгогр. гос. аграр. ун-т. — Ч.1. — Волгоград, 2015. — 394 с. — Ч.2. — 2015. — 327 с.
- Технология возделывания огурца при капельном орошении: монография / А. С. Овчинников, М. А. Акулинина, — Волгоград: ФГБОУ ВО Волгоградский ГАУ, 2019. — 252 с.